# Ballando con Regitze
Ballando con Regitze (Dansen med Regitze) è un film del 1989 diretto da Kaspar Rostrup.
Fu candidato all'Oscar al miglior film straniero.